# Elektradrive
Gli Elektradrive sono un gruppo musicale di genere hard rock/AOR di Torino attivo dal 1983.

## Storia del gruppo
Le origini del gruppo vanno cercate negli Overdrive, quartetto hard rock torinese formato nel 1981: dopo l'ingresso di un tastierista (Eugenio Manassero), la band, nel 1983, cambia nome in Elektradrive per rimarcare l'inserimento dell'elettronica nel proprio sound. Dopo una demo-tape, nel 1984 esce un primo singolo, Let It Survive, per l'etichetta Smoko Records, e, sempre lo stesso anno, il gruppo partecipa alla compilation HM Eruption (Metal Eye Records) con il brano Lord of the Rings (successivamente inserita nel debut-album). Nel 1985 il gruppo incide altri due pezzi per altrettante compilation: Winner (di cui viene anche girato un video) per Metallo Italia (Reflex/CGD) e Secret of the Holy Grave per HM in Italy (Shirak Records).
Nel 1986 esce il full-length di debutto, Over the Space, licenziato dalla Discotto Records (che a settembre dello stesso anno dichiarerà il fallimento); l'album ottiene ottimi responsi dalla stampa specializzata, ed il gruppo si imbarca per un tour di dieci date sul suolo nazionale.
Nel 1988 la band comincia a lavorare sui pezzi del nuovo album, Due, che vede la luce nel maggio dell'anno successivo per la Minotauro Records. Il disco ottiene recensioni entusiastiche sulla stampa specializzata nazionale ed estera, arrivando addirittura a conquistare la massima votazione sul magazine britannico Kerrang! e nel novembre dello stesso anno, la Converse All Star diventa lo sponsor ufficiale degli Elektradrive. Nel dicembre del 1989 la band apre al Palasport di Torino per Manowar, Sabbat e Shy, incrementando così la sua popolarità a livello nazionale.
Nel 1990 il gruppo ottiene ancora molti riconoscimenti dalla critica, diventando la band hard and heavy tricolore più votata dai giornalisti di settore italiani, mentre Due viene distribuito in Europa dalla Semaphore Records. Nell'estate dello stesso anno, il quintetto tiene alcuni concerti a Los Angeles.
Il 1991 vede gli Elektradrive cominciare la stesura  dei brani per il nuovo album, mentre nel 1992 il gruppo firma per l'etichetta torinese Dracma Records, che licenzia in quello stesso anno la compilation Nightpieces II, nella quale la band partecipa con il brano Snake '92, e nel 1993 esce per la Dracma Records l'album Big City, attesa terza prova discografica del gruppo, che ottiene entusiastiche recensioni su molte riviste di settore, tra cui Metal Shock, Metal Hammer e Flash. L'anno seguente il quintetto suona molte date sul territorio nazionale e raggiunge un accordo con l'etichetta Long Island Records per la ristampa di Due, con l'aggiunta di alcune bonus-tracks.
Dal 1995 al 2000 gli Elektradrive subiscono alcuni cambiamenti di formazione e incidono una demo-tape, "Scheme", che attira l'attenzione del noto chitarrista Ronnie Montrose.
Nel 2004 il cantante Elio Maugeri torna a scrivere nuove song con il chitarrista Simone Falovo dando il via alla riunione del gruppo nella sua formazione originale, con l'esclusione del solo tastierista Eugenio Manassero.
Nel 2009 esce per Valery Records l'album Living 4, che ottiene ottime recensioni sia sui magazine cartacei che sulle principali webzine.
La nuova prova discografica segna un cambiamento nel sound del gruppo, che ora, accantonate le sonorità AOR, suona un moderno hard rock influenzato da band come i King's X.
Il 6 giugno dello stesso anno la band è chiamata a suonare in un festival a Bologna in compagnia di gruppi quali Bonfire, Silent Rage e Mad Max.

## Formazione
- Elio Maugeri - voce
- Simone Falovo - chitarra
- Stefano Turolla - basso
- Alex Jorio - batteria

## Ex componenti
- Eugenio Manassero - tastiera

## Discografia

### Album in studio
- 1986 - Over the Space
- 1989 - Due
- 1993 - Big City
- 2009 - Living 4